# Paraje Izotitla
Paraje Izotitla är en ort i Mexiko.   Den ligger i kommunen Xochimilco och delstaten Distrito Federal, i den sydöstra delen av landet, 22 km söder om huvudstaden Mexico City. Paraje Izotitla ligger 2 369 meter över havet och antalet invånare är 160.
Terrängen runt Paraje Izotitla är kuperad söderut, men norrut är den platt. Runt Paraje Izotitla är det mycket tätbefolkat, med 2 431 invånare per kvadratkilometer. Närmaste större samhälle är Iztapalapa, 13,4 km norr om Paraje Izotitla. I omgivningarna runt Paraje Izotitla växer huvudsakligen savannskog.